# Лобойко, Иван Николаевич
Ива́н Никола́евич Лобо́йко (1786—1861) — русский литератор, белорусский филолог, историк, педагог. Заслуженный профессор Виленского университета и Виленской медико-хирургической академии. Статский советник.

## Биография
Источники указывают, что он родился в семье чиновника Харьковской казённой палаты 21 июля 1786 года, однако по подсчётам самого И. Н. Лобойко годом рождения мог быть 1788 год. Также встречается 1787 год рождения.
Учился сначала в народном Рождественском училище, затем в Главном Слободско-Украинском казённом училище. Окончив Слободско-Украинскую гимназию, стал в 1805 году одним из первых студентов, открывшегося Харьковского университета. Был одним из первых учеников профессора философии И. Б. Шада.
Окончив Императорский Харьковский университет (1808) был определён старшим учителем в гимназию в Новгороде-Северском, где преподавал логику, психологию и словесность; затем, в 1811 году, стал учителем немецкого языка в старших классах родной Слободско-Украинской гимназии. В 1812 году редактировал информационно-библиографический журнал «Харьковский еженедельник».
В августе 1815 года Лобойко получил место чиновника по особым поручениям у наместника Царства Польского В. С. Ланского. В это время он, под руководством польского лексикографа С. Б. Линде, занялся сравнительным изучением славянских языков, однако уже в начале 1816 года вынужденно уехал в Санкт-Петербург, где был определён на службу в Департамент государственных имуществ по лесному отделению. Одновременно преподавал в Военно-учительском институте, переводил учебные книги в комиссии, снабжавшей книгами школы военных поселений.
В мае 1816 года он вступил на правах сотрудника в Вольное общество любителей российской словесности и в 1818 году уже редактировал журнал общества, а в 1819 году исполнял обязанности библиотекаря общества. Общался с В. А. Жуковским, Н. М. Карамзиным, Ф. Н. Глинкой, Н. Ф. Остолоповым.
В 1822—1832 годах — профессор Виленского университета; в 1825—1827 годах исполнял должность декана филологического отделения. В 1829 году женился на курляндской дворянке Генриетте фон Клонман.
Уехав в Вильну (1821), продолжал поддерживать связи с московскими и петербургскими литераторами и учёными, преимущественно посредством интенсивной переписки (в частности, с графом Н. П. Румянцевым). В Виленском университете преподавал русскую литературу, русский и старославянский языки. Привлек к изучению виленских архивов белорусов: униатского священника Антония Сосновского, профессоров Игнатия Даниловича, Михаила Бобровского и Иоахима Лелевеля. По инициативе Лобойко студент Симон Станкевич и православный священник Иван Григорович составляли словари белорусского языка, последний писал грамматику.
И. Н. Лобойко сделал ряд предложений по комплексному изучению Белоруссии и Литвы. Собирал материалы из старобелорусских памятников письменности для составления словаря. Предложил Румянцевскому кружку свой проект «словаря непонятных выражений» «Белорусского архива древних грамот» И. Григоровича. Изучал белорусский язык и фольклор.
В 1825 году Лобойко был избран членом Общества северных древностей в Копенгагене и Общества истории и древностей российских в Москве; в 1839 году — членом Курляндского общества словесности и художеств.
Стараниями Лобойко в Вильне издана объёмистая антология переложений псалмов и стихотворных произведений религиозной тематики 22 русских поэтов «Собрание российских стихотворений в пользу юношества воспитываемого в учебном округе Императорского Виленского университета» (1827).
В Вильне жил и после ликвидации Виленского университета (1832). В 1833—1840 годах был профессором римско-католической Духовной академии (был также в ней членом правления); также до 1842 года был профессором Виленской медико-хирургической академии, созданной на основе университетских факультетов. По поручению Н. А. Долгорукова, данном в 1833 году, он подготовил исследование «Вильна, столица Западной России и Киевской митрополии», опубликованное с сокращениями: Исторические воспоминания // Виленские губернские ведомости. — 1838. — № 5—11, 13—16. К 1836 году им были описаны рукописи из библиотеки закрытого Виленского университета (их было 132) и каталог вместе с рукописями был передан в Императорскую публичную библиотеку в Санкт-Петербурге.
В 1840—1841 годах Лобойко путешествовал по Германии и Швейцарии. В 1842 году прибыл в Санкт-Петербург, где пытался поступить на службу в отделение рукописей и старопечатных славянских книг Императорской публичной библиотеки; однако, на вакантное место взяли молодого археографа А. Ф. Бычкова. В 1843 году начал писать воспоминания. С 1844 года жил в Харькове, с 1845 — в Одессе, состоял сотрудником «Одесского Вестника». Путешествовал по Крыму (1847) и Западной Европе (1852). Осенью 1856 года вернулся к написанию мемуаров, которые остались незавершенными и напечатаны только в 2013 году.
Умер в Митаве 7 (19) июня 1861 года, похоронен на городском лютеранском кладбище. Могила не сохранилась.